# Буров, Николай Герасимович
Никола́й Гера́симович Бу́ров (21 апреля [3 мая] 1899, Иваново-Вознесенск, Владимирская губерния — 1 сентября 1971, Иваново) — российский советский живописец, график, скульптор, член Союза художников СССР.

## Биография
Родился 21 апреля (3 мая) 1899 года в Иваново-Вознесенске.
С 1920 по 1926 год обучался в Москве во ВХУТЕМАСе (наставники А. С. Голубкина, А. А. Осмёркин). Вступил в Ассоциацию художников революционной России (АХРР).
С 1925 года был участником выставок. Член и экспонент творческого объединения «Московские живописцы» (1925), один из основателей Иваново-Вознесенского филиала АХРР — АХР (1926—1932). Работал в редакции газеты «Рабочий край».
С 1928 по 1933 год преподавал в мастерских Пролеткульта.
В середине 1930-х годов по доносу был репрессирован и находился в ссылке в Уссурийском крае, работал на строительстве канала «Москва-Волга».
В годы Второй мировой войны работал на трудовом фронте близ Москвы. В 1943 году председатель Союза советских художников и президент Академии художеств А. М. Герасимов подарил Н. Г. Бурову сигнальный экземпляр своей монографии с автографом: «Т[оварищу]. Бурову. Смелому борцу за русское искусство. 1943, июнь, 13. А. Герасимов».
С 1940 по 1950 год преподавал в Ивановском художественном училище, но в связи с прошлой судимостью, был позднее исключён из преподавательской корпорации и Союза художников. Среди учеников мастера — В. М. Белов, Н. П. Родионова.
С 1951 по 1955 год преподавал в Студии художников текстильного рисунка, а с 1955 по 1959 год — в Студии при Ивановском отделении Союза художников СССР.
Жил и работал в Иваново и Москве. Скончался 1 сентября 1971 года в Иванове.

## Творчество
Мастером написан ряд тематических картин, пейзажей и портретов: «Расстрел О. М. Генкиной в Иваново-Вознесенске в 1905 году» (1926), «Расстрел рабочих в Иваново-Вознесенске в 1915 году» (1927), «Боевой дозор» (1939), «Партизаны» (1947). Является автором живописных портретов поэта А. В. Ноздрина (1930), старого большевика И. Г. Спорышева (1943), скульптурных портретов А. С. Пушкина (1954), художника И. Н. Нефёдова (1957), М. В. Фрунзе (1959), революционеров С. И. Балашова (1955), И. В. Бабушкина (1957), Г. С. Зиновьева (1963), Ф. Н. Самойлова (1964).
Участвовал в областных художественных выставках в Иваново (1940, 1945—1946, 1947, 1955, 1957, 1966); выставке произведений художников союзных республик, автономных республик и областей РСФСР (1945), произведений художников РСФСР (1957), Всесоюзной художественной вставке (1957) в Москве и ряде других.
Работы находятся в Ивановском областном художественном музее, других музейных собраниях России и частных коллекциях (коллекционера Юрия Марушкина и др.).

### Выставки
- Персональная выставка (1965, Иваново)
- «Преодолевшие ад» (13 декабря 2018, Плёс, музейно-выставочный комплекс «Присутственные места»)[4]